# Famille Von Natter-Otter
 (mars 2017).
Si vous disposez d'ouvrages ou d'articles de référence ou si vous connaissez des sites web de qualité traitant du thème abordé ici, merci de compléter l'article en donnant les références utiles à sa vérifiabilité et en les liant à la section « Notes et références ».
Cette page explique l’histoire ou répertorie les différents membres de la famille Von Natter-Otter.
La famille Von Natter-Otter remonte au XVIe siècle. Elle est issue d'un riche seigneur allemand, le seigneur Otter, qui eut 3 enfants : 2 garçons, Klausrhein et Michael, et une fille, Ellen.
Tous trois décidèrent de partir pour Vienne et de prêter allégeance à la famille royale autrichienne.
Le 14 août 1442 ils changèrent de nom pour Von Natter-Otter : cette date reste dans les mémoires des descendants actuels comme étant la date de création de la famille.
En ancien allemand, Natter signifie « vipère », alors que Otter signifie « couleuvre ».
Au fil des générations et des différentes alliances, le nom de famille se modifia et devint Von Natter-Otter Rachsüchtig Baumchlager.
Après la chute de la monarchie autrichienne, la famille perdit tout rang social et fortune à cause des Soviétiques qui prirent la ville à la fin de la Première Guerre mondiale. Lors de la Seconde Guerre, les trois-quarts de la famille décidèrent d'entrer dans la résistance. Seules quatre personnes survécurent. Les quatre survivants et les 10 autres membres de la famille qui, eux, étaient restés neutres afin d'élever les enfants, décidèrent de reconstruire les villes détruites en créant une société de BTP.
Les immeubles nouvellement construits étaient loués et, pour la plupart, ils continuent d'appartenir à la famille.
Ces locations permirent à la famille de regagner sa fortune et d'acheter de nouveaux biens immobiliers.
Actuellement, la famille fait fortune dans la location : elle possède une entreprise de gérance de biens immobiliers, plusieurs cabinets d'avocats pour de grandes entreprises.
L'héraldique représente deux vipères couronnées l'une au-dessus de l'autre, séparées par des branches d'arbres et des feuilles. Ces deux vipères sont entre deux remparts, surmontées par l'aigle bicéphale autrichien. Les vipères sont des symboles de courage, de sagesse et de force. Les couronnes et l'aigle montrent l'appartenance à la royauté. Les arbres symbolisent la force de travail et les remparts font référence à l'attaque des Ottomans sur Vienne durant lequel la famille Natter a combattu pour libérer la ville.